# Chaves
Chaves, Portugalia, este al doilea cel mai populat oraș din districtul Vila Real, după capitala omonimă a acestuia. Se află la 12 km sud de granița cu Spania, la doar 22 km sud de Verín. Capitala districtuală, Vila Real, se află la 60 km sud pe Autostrada Națională 02.
Populația municipiului Chaves era de aporximativ 40.000 de locuitori la recensământul din 2001, populația urbană fiind de 15.000 de locuitori. Cetatea a avut întodeauna o importanță istorică mare, fiind o importantă garnizoană romană și mai târziu intrând în primul plan al rezistenței invaziilor napoleonice de la începutul secolului XIX. În istoria militară portugheză, Chaves a devenit faimos pentru două bătălii: asaltul de la Chaves al forțelor franceze în 1807 și atacul regal de la Chaves în 1912.

## Food

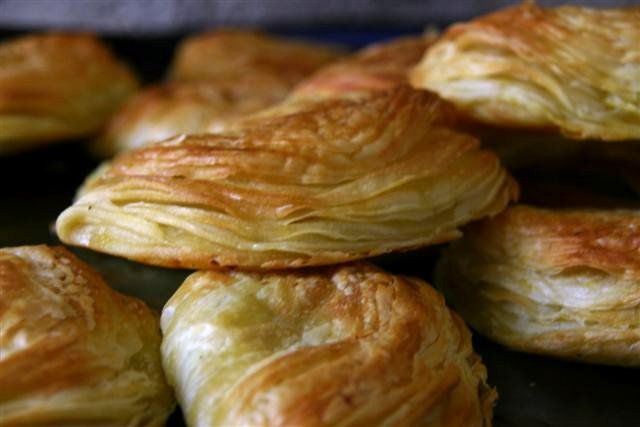
Pastel de Chaves
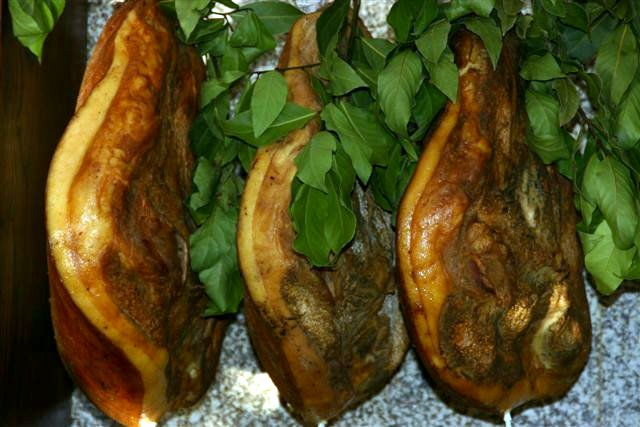
Presunto de Chaves
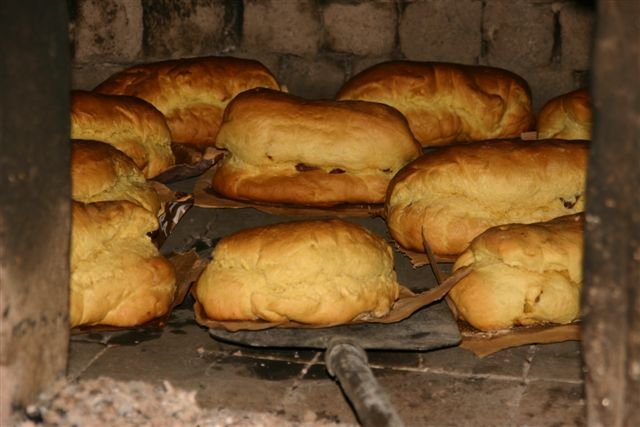
Folar de Chaves
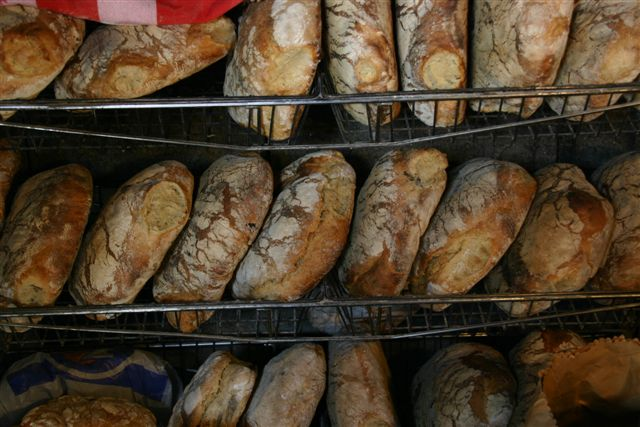
Pão de Chaves